# 凪のあすから
『凪のあすから』（なぎのあすから、NAGI NO ASUKARA）は、P.A.WORKS制作による日本のオリジナルテレビアニメ作品。2013年10月から2014年4月まで放送された。漫画雑誌『月刊コミック電撃大王』（KADOKAWA アスキー・メディアワークス）とP.A.WORKSのコラボレーション企画として同誌2012年10月号で製作が発表された。略称は「凪あす」。

## 概要
人間が昔は海中に住むも今は海中と陸上に分かれて住む世界を舞台に、7人の少年少女の揺れ動く心情を描く作品。P.A.WORKSによるオリジナルアニメ企画として、2013年6月号より『月刊コミック電撃大王』にて漫画先行で公開されている。
P.A.WORKSの堀川憲司代表取締役からの「若いスタッフがやりたいものを」という発案で企画が始まり、アスキー・メディアワークスにも話を持ちかけたことで共同制作することになった。
キャラクター原案はブリキが担当しているが、その他の主要スタッフは監督を『RDG レッドデータガール』の篠原俊哉、シリーズ構成を『花咲くいろは』の岡田麿里、キャラクターデザインを『Another』の石井百合子がそれぞれ担当するなど、歴代のP.A.WORKS作品への参加陣で固めている。

## ストーリーと舞台設定
ボンネットバスやオート三輪が独自の進化を遂げて走っているなど、独特の雰囲気を持った海浜の町が舞台となっている。
劇中で実在する地名は使われていないが、美術監督の東地和生を初めとするスタッフ陣が三重県熊野市へ取材におもむいた上で、新鹿海水浴場周辺やJR紀勢本線の波田須駅、旧泊小学校などをモデルとして描いている。
物語は大きく分けて、ある年の夏とその5年後の夏の2部で構成されている。ここでは前者を「第1部」、後者を「第2部」として説明する。

### 第1部
かつて全ての人間たちが海の中で普通に呼吸し、生活を営んでいた世界があった。だが、ある時を境として陸に上がって生きる人たちも現れ、やがて人の世界は海と陸に分かれた。
先島光、向井戸まなか、比良平ちさき、伊佐木要ら4人の少年少女は、海の世界の村落・汐鹿生（しおししお）で昔からいつも仲良く暮らしていた。そんな中、汐鹿生の学校が廃校になったため、光たちは陸の世界に上がり、鴛大師（おしおおし）の学校へ通うようになる。鴛大師の少年・木原紡との出会いや、鴛大師で古くから伝わる神事・おふねひきを実現させたい光たちの思い、光の姉のあかりが陸の人間である潮留至と恋仲であったことなど様々なことを経て、光たちは陸と海の人間の間にある溝と真剣に向き合うようになっていく。
そんな思いを抱きながら、陸と海の人間たちの心を1つにして、あかりと至の結婚がおふねひきと一緒に執り行われることとなる。

### 第2部
あかりの結婚当日に起きた渦潮と共に、汐鹿生では冬眠が始まった。
それから5年後。冬眠以降、海の世界との交流が断絶した陸の世界では寒冷化が進んでいた。汐鹿生の子で唯一冬眠しなかったちさきは紡の家で世話になりながら、渦潮に呑まれて行方をくらましたみんなの安否を気にしていた。光たちと同じ年となった潮留美海と久沼さゆもまた、あの時抱いてた憧れの気持ちをなくさぬまま、今を生きていた。
そんな巴日の日に、行方不明だった光が5年前と変わらぬ姿で発見される。光は眠っていた期間の記憶がなく、おふねひきは昨日の出来事に感じていた。
5年間ですっかり変わってしまった町や人々。それを目の当たりにした光は心の中で受け入れられずにいた。その後、要も5年前と変わらぬ姿で発見される。しかし、まなかは発見されなかった。ある日、海に落ちた美海は突然海の中で呼吸ができるようになった。美海、光、要はまなかを探しに海へ潜ると…

## 登場人物

### 主要人物
海の世界のとある海底の村・汐鹿生（しおししお）に住む四人の少年少女たちが本作の主役で、陸の世界のとある海辺の村・鴛大師（おしおおし）に住む少年と二人の少女がもう一人の主役である。
光達四人とも中学2年生（初登場時点）で、小さな頃から家族同然に付き合って来た幼馴染同士である。
先島 光（さきしま ひかり）
声 - 花江夏樹、潘めぐみ（幼少期）
本作の主人公。口が悪く短気だが、意外と世話焼き。まなかに好意を抱いているものの、なかなか素直になれない。まなかからの愛称は「ひぃくん」。料理が得意。
紡とまなかの出会いを「運命の出会い」と称し、一方的にライバル視していた。（紡は当初からちさきのことが気になっており、まなかも光もそれに気づかず、ちさきを思っていた要はそのことに気付いていた）
おふねひきの日に渦潮に呑まれて5年間の冬眠を経験し、目覚めたあとの世界に戸惑う。
目覚めた時から見守っていてくれた美海からの想いを知ってからはまなかへの想いも捨てきれず苦しむことになる。さらにうろこ様とおじょし様の過去を知ったことで『誰かを想えば誰かが泣く』という残酷な真実を悟ってしまい「そんなのが好きって気持ちなら人を好きになるって最低だ...」と嘆くまで精神的に追い詰められてしまう。それでも美海を助けたいという気持ちを捨てきれなかったことが最終的に皆の冬眠を覚ます奇跡へとつながっていく。
運命の出会いだと思ったまなかと紡が結ばれなかったことから運命の出会いなどは存在せず全ては自分たちで変えていけるものだと気づき、最終的にはまなかと両想いとなった。
向井戸 まなか（むかいど まなか）
声 - 花澤香菜
光が想いを寄せる少女。地上の漁師に釣り上げられてしまうほどの天然で、幼馴染の中では末っ子のようなポジション。
優柔不断で臆病な面があるものの、何事にも一生懸命。
地上の人間である紡に惹かれているが、その気持ちを理解できておらず、どう処理していいのか戸惑っている。
おふねひきの当日に起きた海神様の渦潮に呑まれて行方不明となるが、5年後に光たちが汐鹿生に来訪した際、おじょしさまの墓場で冬眠している姿で発見される。５年間の間、おじょしさまとして眠っていたため人を好きになる気持ちを奪われてしまう。
最終的には光と両想いとなった。
比良平 ちさき（ひらだいら ちさき）
声 - 茅野愛衣
四人の中では少し大人びた印象を受ける少女。まなかの保護者で姉のような存在だが、恋愛に関しては少々奥手。まなかからの愛称は「ちぃちゃん」。
光に想いを寄せつつも、四人の関係が変わることを恐れ、一歩を踏み出せずにいる。
おふねひきの日に幼馴染の三人を失い陸に取り残されるが、紡の祖父である勇の提案で木原家に引き取られた。幼馴染であった親友三人と両親を一度に失い、一人ぼっちになってしまったという孤独感に絶望して度々部屋で声を殺して泣いていた。が、やがて中学校を卒業して紡と共に高校生となって、事件から5年後の卒業後には看護師を目指して勉強している。
光を好きであったが要から告白され戸惑っている中でちさきを残して皆が冬眠し、その５年の歳月の中で紡に惹かれてしまう。これにより要からの想いに応えられず、その理由であった光が好きという気持ちも紡に惹かれてしまったことで偽物であったかのようになってしまい、光を好きな自分でいなければならないという罪悪感に押しつぶされてしまうことになる。
伊佐木 要（いさき かなめ）
声 - 逢坂良太
どことなく中性的な容姿を持つ少年。理知的な性格で飄々としており、一歩引いた目線から光たちを見守っている。
ちさきに恋心を抱いているが、三人の想いを知っている故に傍観者に徹していた。
おふねひきの日に光たちと同じく渦潮に呑まれ、5年後、光より少し遅れて冬眠から目覚める。
自分が冬眠している間にちさきの想いが光から紡に移っていることを知り、一時はまなかが失ってしまった誰かを好きになる気持ちを取り戻そうとする光の行動にも否定的になってしまう。さらに自分の想いがちさきを苦しめていることも５年前以上に痛感し、はっきりとした形でちさきに振られ５年前と同じようにちさきの心の中心に自分がいないことを受け止める。これ以上ちさきを傷つけないために身を引き傷心状態にあったが、さゆに心の底からの想いを告げられたことでさゆの心の中心に自分がいたことに気付いた。
木原 紡（きはら つむぐ）
声 - 石川界人
漁師の祖父を持つ中学二年生の少年。無口でマイペースな性格をしており、何を考えているのか解かり辛い。
祖父の影響からか元々海の世界に興味を持っており、海からやってきた光たちと出会ってからは彼らにも大いに関心を抱く。
5年後には大学に進学して海の研究に携わっている。
冬眠から覚めた光からまなかが自身に惹かれていると言われても懐疑的であり、ちさきを愛しているとはっきり宣言する。実はエナをもっており海の中でも会話ができる。
潮留 美海（しおどめ みうな）
声 - 小松未可子
小学三年生の少女。至の娘。母が海の人間、父が陸の人間のハーフ。あかりのことを「あの女」と呼び、敵視しているような素振りを見せる。
自分を救ってくれた光に惹かれるが、年齢やエナの有無から壁を感じていた。
第2部からは光やまなかに代わり、主人公兼ヒロイン的存在を務める。5年後の巴日の夜、14歳のまま変わらぬ姿の光を発見しはっきりと惹かれていることに気付く。まなかのことも大切に思っているが光への想いもあり複雑な心境になってしまう。最終話ではまなかのことを呼び捨てで叫べる良好な関係になっている。光がまなかと両思いになった事から間接的に振られる結果となった。
美海自身は光への想いは初恋の痛みと受け止めており、光とまなかの両想いに対して後ろ向きというわけではない状態で最終話を迎えている。
久沼 さゆ（ひさぬま さゆ）
声 - 石原夏織
美海の親友でクラスメイトの少女。生意気で非常に口が悪い。テレビの影響か、時折小学生とは思えない言葉を使う。母親（声 - 村中知）がいる。
自分の間違いを諭してくれた要に好意を持つが、子ども扱いで恋愛対象としてみて貰えないことに悩んでいた。
おふねひきで要を失ったことにより、女一人で生きて行く決意を固めていたが、5年後、要の突然の帰還に喜びと戸惑いを見せる。まなかが失った人を好きになる気持ちを取り戻そうとする光に非協力的な意見を述べた要に怒りを見せ、人を好きになる気持ちが最初から無いことと勝手に奪われることは全く違うと皆を叱咤する。ちさきに振られ傷心状態であった要に対し、自分の心の中心には要がいることをはっきりと告げた。

### 海の世界
汐鹿生では陸の人間と結ばれることを禁じられており、掟を犯した者は村から追放となる（海と陸の人間との間に生まれた子供は海中では生きていけないと言われている）。
先島 あかり（さきしま あかり）
声 - 名塚佳織
地上のスーパー「サヤマート」で働いている。光の姉。陸の世界の人である潮留至とは妻のみをりの生前から交流があったのだが、みをりの死後に至と恋仲になるも、村の掟上反対されている。至の娘・美海とは幼少時は友好関係だったが、父親と結婚をすることを打ち明けられてからは反対され一時は結婚を諦めかけていた。しかし、実家を出て至と一緒になることを決意する。おふねひきで弟の光が行方不明となった後に妊娠が発覚した。当初は「こんな時に産めるはずない」と出産を躊躇していたが、美海の願いで出産することを決めた。至とは結婚以前から既に肉体関係を持っていた。
5年後には至との子供の晃（あきら）と義理の娘となった美海の四人で生活していたが、冬眠から覚めた光も同居することになる。至と結婚したため、第2部からは「潮留 あかり」と表記されている。
うろこ様
声 - 鳥海浩輔
汐鹿生の守り神で、自称「海神様の鱗」。若い男性の姿をしているが、口調は老人で年齢不詳。気まぐれに呪いをかけては楽しんでいる。
かつておじょしさまに想いを寄せていたが、海神様の肩甲骨の鱗だったため触れることも話しかけることも叶わなかった。悲劇のきっかけとなった海神様の経験から『誰かを想えば誰かが泣く』という残酷な現実を理解しており、後に光にもまなかへの想いや美海からの想いを通して自覚させる。光たちが起こした奇跡により、実はおじょしさまは陸の想い人を忘れていなかったのではなく、心の底から海神様のことを想うようになっていたことを知る。その想いを見誤った海神様が誰かを好きになる気持ちを奪ってしまったことがそもそもの大間違いであったことに気付き、時を超えておじょしさまにはっきりと想いを告げることができた。
海神様
うろこ様が海神様の肩甲骨の鱗だった頃の汐鹿生の守り神。容姿はうろこ様によく似ている。海神様への生贄として捧げられたおじょしさまにはとても同情し優しくしていたが、おじょしさまが自分に向けてくれる笑顔は陸に残されたおじょしさまの想い人へ向けたものだと感じていた。おじょしさまとの間で二人の子供が生まれ家族で幸せに暮らしていてもおじょしさまからの想いが自分に向けられたものだとは感じられず、おじょしさまは陸の想い人を忘れられないでいるのだと考えてしまうようになる。おじょしさまの想い人の元へおじょしさまを返してあげたいと思いつつもその想い人はおじょしさまが村人によって生贄として捧げられたことに絶望し命を絶ってしまっていたため、もはやどうすることもできないとあきらめてしまう。これにより誰かを愛する気持ちを奪ったうえでおじょしさまを地上で返すという暴挙に出てしまうが、すでに海神様や子供たちを愛していたおじょしさまは再び想い人を失ったうえに誰も愛することもできず、海には戻れず陸にも居場所がないという絶望を味わうことになってしまう。このおじょしさまの悲劇が全てのはじまりとなってしまっていた。
先島 灯（さきしま ともる）
声 - 天田益男
うろこ様のいる鳴波神社に宮司として仕える。光とあかりの父親。無愛想で料理が不得意。
おふねひきの日、大勢の汐鹿生の人間と共に深い眠りに落ちた。
おじょしさま
声 - 早見沙織
おふねひきで使う人形。元々は生贄の女性を乗せて海の神様に捧げたのが始まり。
現在は本物の女性の代わりにおじょしさまと呼ばれる木彫りの人形を乗せるようになった、と第2話で担任の先生が語っている。
ちさき同様、生贄にされるまで惹かれていた陸の想い人を忘れられないでいた。一方で海神様にも心から惹かれており海神様や二人の子供達との生活も心から楽しんでおり、その気持ちはすでに亡き陸の想い人への想い同様に本物となっていた。それを陸の想い人への忘れられない想いであると勘違いした海神様が、おじょしさまから誰かを愛する気持ちを奪ったうえで地上へと送り返してしまったことが全ての悲劇の始まりとなってしまっていた。

### 陸の世界
陸の世界の人間たちは海の世界の人間と同じ種だが、はるかな昔に陸に上がって以降、海で生きるために必須な「エナ」という皮膚を破って生まれてくる様になっており、海中生活はできない（陸と海の人間との間に生まれた子供も同様）。よって、見た目は現実世界の人間と全く変わらない。
木原 勇（きはら いさむ）
声 - 清川元夢
紡の祖父。漁師をしている。海村出身者であり、その縁でおふねひき後、汐鹿生に帰れなくなったちさきを引き取る。
その後、自宅で網の手入れ中に倒れ、5年後現在、公立病院で療養中である。
潮留 至（しおどめ いたる）
声 - 間島淳司
美海の父親。鴛大師漁協に務めている。妻とは死別しており、長らく美海との二人暮らしだったが、その後世話をしてくれていたあかりと恋仲になり再婚する。よって光の義兄となった。あかりとは結婚する以前から肉体関係があり、おふねひきの直後にあかりには初めての、自身には二番目となる子供の妊娠が発覚する。
5年後には一軒家を購入し、一家の大黒柱として潮留家を支えている。
潮留 みをり（しおどめ みをり）
声 - 遠藤綾
故人。至の妻で美海の生みの親。光たちと同じ海の人間で、あかりとも親しかった。
潮留 晃（しおどめ あきら）
声 - 石上静香
4歳になる至とあかりの間に生まれた長男。美海の異母弟で光には甥になる。やんちゃな性格で、カンチョーがマイブーム。あかり曰く、美海の言い付けしか聞かないとのこと。
狭山 旬（さやま しゅん）
声 - 松岡禎丞
紡、光達のクラスメート。あかりの勤める「サヤマート」の店主の息子。
光たちとはお互い「豚」や「魚」などと貶しあう仲だったが、おふねひきの準備がきっかけで打ち解ける。
5年後にはトラックの運転免許を取っており、トラックに乗って店の手伝いをしている。
江川 岳
声 - 河西健吾
紡、光達のクラスメート。狭山とよく行動を共にしている。
5年後、狭山の話では社長令嬢との授かり婚で大学を中退し、相手の会社に就職したらしい。
峰岸 淳
声 - 村瀬歩
美海やさゆのクラスメイト。5年後から登場。
小学生の頃から美海を恋慕しており、巴日の夜に想いを伝えるも、玉砕する。
三橋 悟（みはし さとる）
声 - 川田紳司
紡が通う大学の教授。5年後から登場。汐鹿生などの海村について調査している。

## スタッフ
- 原作 - Project-118[5]
- 監督 - 篠原俊哉[5]
- シリーズ構成 - 岡田麿里[5]
- キャラクター原案 - ブリキ[5]
- キャラクターデザイン・総作画監督 - 石井百合子[5]
- キーアニメーター - 高橋英樹
- 美術監督 - 東地和生
- 美術設定 - 塩澤良憲
- 色彩設計 - 菅原美佳
- 撮影監督 - 梶原幸代
- 3D監督 - 平田洋平
- 特殊効果 - 村上正博
- 編集 - 高橋歩
- 音楽 - 出羽良彰[5]
  - 楽曲提供 - 出羽良彰、渡辺善太郎、Saigenji、DEPAPEPE（徳岡慶也、三浦拓也）、川田俊介
- 音楽プロデューサー - 西村潤
- 音響監督 - 明田川仁
- 音響制作 - マジックカプセル
- 音楽制作 - ジェネオン・ユニバーサル・エンターテイメント
- チーフプロデューサー - 小倉充俊、梅澤淳
- プロデューサー - 福良啓、小林由美子、山崎史紀、岡村武真、宮嶋耕平、堀川憲司
- プロデュース - 永谷敬之
- アニメーションプロデューサー - 辻充仁
- アニメーション制作 - P.A.WORKS[5]
- 製作 - 凪のあすから製作委員会

## 主題歌
オープニングテーマ
「lull〜そして僕らは〜」（第1話 - 第13話）
作詞 - 川田まみ / 作曲 - 中沢伴行 / 編曲 - 中沢伴行、尾崎武士 / 歌 - Ray
「ebb and flow」（第14話 - 第24話）
作詞 - 川田まみ / 作曲 - 中沢伴行 / 編曲 - 中沢伴行、尾崎武士 / 歌 - Ray
第21話から一部の映像が変更された。

エンディングテーマ
「アクアテラリウム」（第1話 - 第13話）
作詞・歌 - やなぎなぎ / 作曲 - 石川智晶 / 編曲 - MATERIAL WORLD
「三つ葉の結びめ」（第14話 - 第25話）
作詞・歌 - やなぎなぎ / 作曲・編曲 - 出羽良彰
第20話から映像自体の変更は無いが、映像の色が鮮やかになった。
「lull〜Earth color of a calm〜」（最終話）
作詞 - 川田まみ / 作曲 - 中沢伴行 / 編曲 - 中沢伴行、尾崎武士 / 歌 - Ray

挿入歌「mnemonic」（最終話）
作詞・作曲・編曲・歌 - やなぎなぎ

イメージソング「凪-nagi-」
作詞 - 川田まみ / 作曲 - 中沢伴行 / 編曲 - 中沢伴行、尾崎武士 / 歌 - Ray

## 各話リスト
| 話数       | サブタイトル                                                          | 脚本         | 画コンテ          | 演出                     | 作画監督                                                                        |
| ---------- | --------------------------------------------------------------------- | ------------ | ----------------- | ------------------------ | ------------------------------------------------------------------------------- |
| 第一話     | 海と大地のまんなかに                                                  | 岡田麿里     | 篠原俊哉          | 浅井義之                 | 石井百合子、頂真司                                                              |
| 第二話     | ひやっこい薄膜                                                        | 岡田麿里     | 岡村天斎          | 安斎剛文                 | 高橋英樹                                                                        |
| 第三話     | 海のいいつたえ                                                        | 岡田麿里     | 浅井義之          | 高島大輔                 | 野田康行                                                                        |
| 第四話     | 友達なんだから                                                        | 岡田麿里     | 安斎剛文          | 太田知章                 | 川口千里                                                                        |
| 第五話     | あのねウミウシ                                                        | 岡田麿里     | 篠原俊哉          | 市村徹夫                 | 西畑あゆみ                                                                      |
| 第六話     | 巴日のむこう                                                          | 横手美智子   | 岡村天斎          | 安斎剛文                 | 小谷杏子、竹下美紀                                                              |
| 第七話     | おふねひきゆれて                                                      | 吉野弘幸     | 浅井義之          | 原田孝宏                 | 野田康行                                                                        |
| 第八話     | たゆたう想いのさき                                                    | 和場明子     | 安藤真裕          | 太田知章                 | 高橋英樹、川口千里 皆川一徳、小島明日香                                         |
| 第九話     | 知らないぬくもり                                                      | 和場明子     | 橋本昌和          | 松林唯人                 | 杉光登                                                                          |
| 第十話     | ぬくみ雪ふるふる                                                      | 横手美智子   | 安斎剛文          | 熨斗谷充孝               | 中野由香、阿部千秋 徳川恵梨、山本径子 佐藤友子                                  |
| 第十一話   | 変わりゆくとき                                                        | 吉野弘幸     | 市村徹夫          | 市村徹夫                 | 皆川一徳、小島明日香 高橋英樹、川面恒介 大東百合恵                              |
| 第十二話   | 優しくなりたい                                                        | 岡田麿里     | 安藤真裕          | 太田知章                 | 川面恒介、大東百合恵                                                            |
| 第十三話   | 届かぬゆびさき                                                        | 吉野弘幸     | 安斎剛文 篠原俊哉 | 高島大輔                 | 野田康行                                                                        |
| 第十四話   | 約束の日                                                              | 岡田麿里     | 佐藤卓哉          | 菅沼芙実彦               | 川面恒介、大東百合恵 小島明日香、川口千里                                       |
| 第十五話   | 笑顔の守り人                                                          | 岡田麿里     | 許琮              | 安斎剛文 原田孝宏        | 西畑あゆみ、川口千里 宮下雄二                                                   |
| 第十六話   | 遠い波のささやき                                                      | 横手美智子   | 柿本広大          | 松林唯人                 | 高橋英樹、小島明日香 金起杜                                                     |
| 第十七話   | ビョーキなふたり                                                      | 根元歳三     | 阿部記之          | 阿部記之                 | 嶋田和晃                                                                        |
| 第十八話   | シオシシオ                                                            | 西村ジュンジ | 篠原俊哉          | 太田知章                 | 西畑あゆみ、川口千里 金起杜                                                     |
| 第十九話   | まいごの迷子の…                                                       | 吉野弘幸     | 安藤真裕          | 菅沼芙実彦               | 川面恒介、大東百合恵                                                            |
| 第二十話   | ねむりひめ                                                            | 和場明子     | 許琮              | 高島大輔                 | 野田康行、明珍宇作                                                              |
| 第二十一話 | 水底よりの使い                                                        | 横手美智子   | 安藤真裕          | 許琮                     | 高橋英樹、西畑あゆみ 小島明日香                                                 |
| 第二十二話 | 失くしたもの                                                          | 根元歳三     | 室井ふみえ        | 熨斗谷充孝               | 竹内由香里、阿部千秋 清水恵蔵、徳川恵梨 桝井一平                                |
| 第二十三話 | この気持ちは誰のもの                                                  | 岡田麿里     | 市村徹夫          | 市村徹夫                 | 大東百合恵、鈴木海帆                                                            |
| 第二十四話 | デトリタス                                                            | 岡田麿里     | 吉原正行          | 菅沼芙実彦 松林唯人      | 川面恒介、川口千里 小谷杏子、宮下雄次                                           |
| 第二十五話 | 好きは、海と似ている。                                                | 岡田麿里     | 安藤真裕          | 安藤真裕 許琮            | 高橋英樹、西畑あゆみ 宮下雄次、小島明日香 大東百合恵                            |
| 最終話     | 海の色。大地の色。風の色。 心の色。君の色。 〜Earth color of a calm〜 | 岡田麿里     | 篠原俊哉          | 篠原俊哉 菅沼芙実彦 許琮 | 高橋英樹（エフェクト作監） 川面恒介、大東百合恵 西畑あゆみ、川口千里 石井百合子 |

## 放送局
| 放送地域 | 放送局             | 放送期間                       | 放送日時           | 放送系列                                 | 備考                                |
| -------- | ------------------ | ------------------------------ | ------------------ | ---------------------------------------- | ----------------------------------- |
| 日本全域 | アニマックス       | 2013年10月3日 - 2014年4月3日   | 木曜 22:00 - 22:30 | アニメ専門BS/CS放送                      | リピート放送あり                    |
| 東京都   | TOKYO MX           | 2013年10月3日 - 2014年4月3日   | 木曜 22:30 - 23:00 | 独立局                                   |                                     |
| 兵庫県   | サンテレビ         | 2013年10月3日 - 2014年4月3日   | 木曜 24:30 - 25:00 | 独立局                                   |                                     |
| 京都府   | KBS京都            | 2013年10月3日 - 2014年4月3日   | 木曜 25:00 - 25:30 | 独立局                                   |                                     |
| 愛知県   | テレビ愛知         | 2013年10月3日 - 2014年4月3日   | 木曜 26:05 - 26:35 | テレビ東京系列                           |                                     |
| 日本全域 | アニマックス       | 2013年10月5日 - 2014年4月5日   | 土曜 22:00 - 22:30 | アニメ専門BS/CS放送                      | [ 注 2 ]                            |
| 日本全域 | ニコニコ生放送     | 2013年10月5日 - 2014年4月5日   | 土曜 23:00 - 23:30 | ネット配信                               |                                     |
| 日本全域 | ニコニコチャンネル | 2013年10月5日 - 2014年4月5日   | 土曜 23:30 更新    | ネット配信                               | 最新話1週間無料                     |
| 日本全域 | dアニメストア      | 2013年10月6日 - 2014年4月6日   | 日曜 12:00 更新    | ネット配信                               | 最新話1週間無料                     |
| 福井県   | 福井テレビ         | 2013年10月6日 - 2014年4月6日   | 日曜 25:35 - 26:05 | フジテレビ系列                           |                                     |
| 韓国全域 | ANIPLUS            | 2013年10月7日 - 2014年4月7日   | 月曜 23:30 - 24:00 | CS放送、IP放送 ケーブルテレビ ネット配信 | 15歳以上視聴可で放送 韓国語字幕あり |
| 富山県   | 富山テレビ         | 2013年10月9日 - 2014年4月9日   | 水曜 26:15 - 26:45 | フジテレビ系列                           | P.A.WORKS所在地                     |
| 石川県   | 石川テレビ         | 2013年10月9日 - 2014年4月9日   | 水曜 26:20 - 26:50 | フジテレビ系列                           |                                     |
| 日本全域 | バンダイチャンネル | 2013年10月19日 - 2014年4月19日 | 土曜 12:00 更新    | ネット配信                               | 最新話1週間無料                     |

## BD / DVD
| 巻 | 発売日         | 収録話          | 規格品番  | 規格品番  | 規格品番  | 規格品番  | オーディオコメンタリー出演   | オーディオコメンタリー出演                          |
| 巻 | 発売日         | 収録話          | BD初回版  | BD通常版  | DVD初回版 | DVD通常版 | キャスト                     | スタッフ                                            |
| -- | -------------- | --------------- | --------- | --------- | --------- | --------- | ---------------------------- | --------------------------------------------------- |
| 1  | 2013年12月20日 | 第1話 - 第2話   | GNXA-1621 | GNXA-1631 | GNBA-2221 | GNBA-2231 | 第1話：花江夏樹、花澤香菜    | 第1話：篠原俊哉、辻充仁、永谷敬之                   |
| 2  | 2014年1月29日  | 第3話 - 第5話   | GNXA-1622 | GNXA-1632 | GNBA-2222 | GNBA-2232 | 第5話：茅野愛衣、逢坂良太    | 第5話：篠原俊哉、辻充仁、永谷敬之                   |
| 3  | 2014年2月26日  | 第6話 - 第8話   | GNXA-1623 | GNXA-1633 | GNBA-2223 | GNBA-2233 | 第8話：小松未可子、石原夏織  | 第8話：梅澤淳、小倉充俊、福良啓                     |
| 4  | 2014年3月26日  | 第9話 - 第11話  | GNXA-1624 | GNXA-1634 | GNBA-2224 | GNBA-2234 | 第9話：花澤香菜、石川界人    | 第11話：小林由美子、奥津暁子                        |
| 5  | 2014年4月23日  | 第12話 - 第14話 | GNXA-1625 | GNXA-1635 | GNBA-2225 | GNBA-2235 | 第13話：名塚佳織、鳥海浩輔   | 第14話：岡田麿里、辻充仁、橋本真英、永谷敬之        |
| 6  | 2014年5月28日  | 第15話 - 第17話 | GNXA-1626 | GNXA-1636 | GNBA-2226 | GNBA-2236 | 第17話：逢坂良太、石原夏織   | 第16話：篠原俊哉、Ray、西村潤、小倉充俊             |
| 7  | 2014年6月25日  | 第18話 - 第20話 | GNXA-1627 | GNXA-1637 | GNBA-2227 | GNBA-2237 | 第18話：花江夏樹、小松未可子 | 第19話：松田純治、橋本真英、山本輝、福澤祐也        |
| 8  | 2014年7月24日  | 第21話 - 第23話 | GNXA-1628 | GNXA-1638 | GNBA-2228 | GNBA-2238 | 第23話：石川界人、茅野愛衣   | 第22話：篠原俊哉、東地和生、内古閑智之、辻充仁      |
| 9  | 2014年8月27日  | 第24話 - 第26話 | GNXA-1629 | GNXA-1639 | GNBA-2229 | GNBA-2239 | 第26話：花江夏樹、花澤香菜   | 第26話：篠原俊哉、堀川憲司、岡田麿里 辻充仁、福良啓 |

## 漫画
凪のあすから
前田理想の作画で『月刊コミック電撃大王』2013年6月号から2016年5月号まで連載。
- 凪のあすから (1) 2013年9月27日発売 ISBN 978-4-04-891935-7
- 凪のあすから (2) 2014年2月27日発売 ISBN 978-4-04-866300-7
- 凪のあすから (3) 2014年7月25日発売 ISBN 978-4-04-866699-2
- 凪のあすから (4) 2015年2月27日発売 ISBN 978-4-04-869306-6
- 凪のあすから (5) 2015年9月26日発売 ISBN 978-4-04-865356-5
- 凪のあすから（6）2016年4月27日発売 ISBN 978-4-04-865870-6

「凪のあすから」4コマ劇場 なぎよん
茶藤あんこの作画で『コミック電撃だいおうじ』vol.1（2013年）からVol.10（2014年）まで連載されたほか、『月刊コミック電撃大王』にも出張版が掲載されていた。
- 「凪のあすから」4コマ劇場 なぎよん 2014年7月25日発売 ISBN 978-4-04-866700-5

コミックアンソロジー
- 4コマ公式アンソロジー 凪のあすから 2014年1月27日 ISBN 978-4-04-866242-0
- 公式コミックアンソロジー 凪のあすから 2014年2月27日 ISBN 978-4-04-866301-4

## WEBラジオ
『凪のあすからじお』（なぎのあすからじお）は、音泉と響-HiBiKi Radio Station-にて2013年9月25日から2014年4月30日まで配信されていた番組。毎週水曜日更新。
パーソナリティは向井戸まなか役の花澤香菜（第1部・第3部）、比良平ちさき役の茅野愛衣（第1部 - 第3部）、潮留美海役の小松未可子（第3部）が務めた。

## コラボレーション
- 2014年1月20日から3月31日にかけて、LINEの釣りゲーム『LINEフィッシュアイランド』とのコラボレーションを行った。両方の共通点である「海」と「美麗な世界観」をテーマとし、ゲーム内にアニメの主要キャラクター「光」「まなか」「ちさき」をデザインした「釣竿」や「浮き」などのアイテムや、アニメの舞台である汐鹿生が「水槽」となって登場した[8]。
- ボイス付きカードコレクションゲーム『嫁コレ』に、2014年2月4日に向井戸まなか、2014年6月17日に比良平ちさき、2014年7月1日に潮留美海が追加された。

## パチスロ
2016年11月にネットよりリリース。
アニメタイアップ機としては近年では珍しいAタイプ（A+RT機）。キャッチコピーは「誰かをきっと好きになるAタイプ」。ビッグ後はRTに突入するが、前半のエピソードチャレンジ（25ゲーム）中、RT後半のエピソードゲーム（25ゲーム）へ突入するリプレイ入賞のための三連7の目押しタイミングが揃えた図柄によって変化する（赤は5コマの余裕、青は2コマの余裕、黄色はビタ押し）。エピソードゲーム入賞前にスペシャルリプレイ成立、もしくはレギュラーボーナス後1G目に突入リプレイが成立した場合は、50ゲームのスペシャルエピソードとなる。